# Копань (Самбірський район)
Копа́нь — село в Бісковицькій сільській громаді Самбірського району Львівської області України. Населення становить 78 осіб.

## Населення

### Мова
Розподіл населення за рідною мовою за даними перепису 2001 року:
| Мова       | Кількість | Відсоток |
| ---------- | --------- | -------- |
| українська | 78        | 100 %    |